# IV. Boleszláv lengyel fejedelem

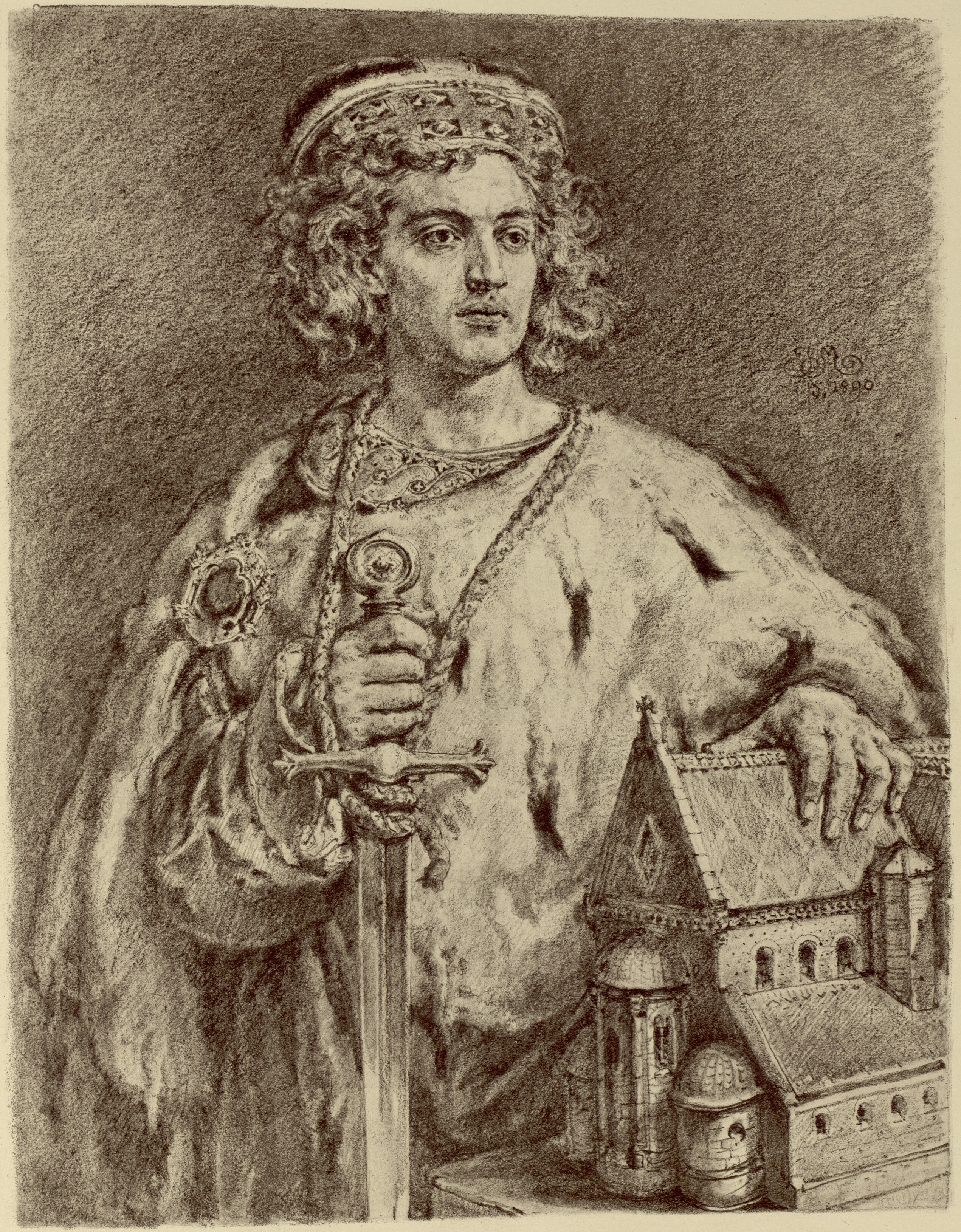
Göndörhajú Boleszláv – Jan Matejko képe

IV. Boleszláv, más néven Göndörhajú Boleszláv (lengyelül: Bolesław IV Kędzierzawy), (1120 vagy 1121 – 1173. január 5.)
Mazóviai herceg 1138-tól, Krakkóban, Kujáviában és Gnieznóban 1146-tól, Lengyelország nagyhercege 1146-1173 között. Apja III. Ferdeszájú Boleszláv, anyja bergi Salome.

## Élete

### Ferdeszájú Boleszláv testamentuma és amazóviaiországrész elfoglalása
Apja halálakor Boleszláv már nagykorú volt és így elfoglalhatta a Ferdeszájú Boleszláv testamentumában rá osztott országrészt Mazóviát. Nem tudni pontosan, hogy a terület milyen nagy volt akkoriban, valószínűleg azonban nem foglalata magába Kujáviát, mely hasonlóan nyugati Nagy-Lengyelországhoz a szeniorális országrészhez tartozott.
Boleszláv uralkodásának első éveiben anyja, Salome és a Ferdeszájú Boleszkáv palatinusa, Wszebor befolyása alatt volt, akik féltek, hogy bátyja, II. Száműzött Ulászló, aki apjuk akaratából az ország főhercege lett kihasználja katonai és politikai fölényét és kényszeríteni fogja a juniorokat, hogy elhagyják országrészeiket.

### A konfliktus kezdete a szeniorral, Száműzött Ulászlóval
Az első súrlódásokra a szeniorral 1141-ben került sor, amikor Salome II. Ulászló hozzájárulása nélkül Łęczycában a főurak gyűlését hívta össze, melyen elhatározták, hogy legkisebb lányát férjhez adják a kijevi fejedelem egyik fiához, hogy ilyen módon szerezzenek szövetségest egy esetleges konfliktus esetére. Sajnos a juniorok ezen az első összeütközésen határozott vereséget szenvedtek, mivel amikor a kijevi fejedelem választás előtt állt, hogy Salome gyenge fiai vagy a hatalmas szeniorral lépjen szövetségre, ez utóbbit választotta, férjhez adva lányát Zvinyiszlávát Ulászló legidősebb fiához, I. Magas Boleszlávhoz. További megalázást jelentett Boleszláv és Mieszko számára Ulászló hadjárata orosz segítséggel 1142 és 1143 között.
A béke csak két évig tartott, mivel valamikor 1144-ben meghalt Salome, és azonnal vita keletkezett arról, mi legyen az utána maradt özvegyi haszonélvezettel, vagyis a łęczycai hercegséggel. Az öregebb testvérek elhatározták, hogy ez a föld maradjon meg addig, amíg legfiatalabb testvérük, Henrik és Kázmér el nem éri nagykorúságát, hogy anyjuknak korábbi birtokából elégítsék ki a két fiút. Ez az ötlet azonban nem tetszett Ulászlónak, aki úgy gondolta, hogy a kérdéses föld csak ideiglenesen lett leválasztva a szeniorális országrészből és most vissza kellene oda csatolni. A polgárháború kitörése így csak idő kérdése volt.
A háború teljes erővel 1145-ben robbant ki, és úgy tetszett, hogy a juniorok dicstelen vereségével és az ország egyesítésével fog végetérni Ulászló által.
Meglepetésre azonban Boleszláv és Mieszko egyesített erői vereséget mértek a szenior sebtében összerántott egységeire a Pilica folyónál. Nem volt jelentőség nélküli az sem, hogy a juniorok oldalán harcolt Ferdeszájú Boleszláv egykori palatinusa, Wszebor, akinek háborús tapasztalatai lényegesen felülmúlták Ulászló hadvezériét. Hamarosan azonban a helyzet gyökeresen megváltozott, amikor a szenior Oroszországból fegyveres segítséget kapott. Boleszláv ekkor fogcsikorgatva lemondott anyja korábbi területéről.
A juniorok visszalépése azonban nem oldotta meg véglegesen a problémát. Ulászló bízva erejében elhatározta, hogy végleg leszámol a juniorokkal, vagyis kiüldözi mostohatestvéreit az országból. Váratlanul azonban a fiatalabb fiúk oldalára állt a teljhatalmú palatinus, Piotr Włostowic, aki számára a herceg tervei túlságosan radikálisok voltak és azzal fenyegették, hogy gyengülni fog helyzete. Valóban II. Ulászló gyors válaszlépés mellett döntött: bebörtönözte a palatinust, majd megvakíttatta és arra kényszerítette, hogy Oroszországba menjen, de ez a döntés jelentősen meggyengítette a herceg helyzetét.
Sőt, mi több, azt eredményezte, hogy Kijevi Vsevolod visszautasította segítség küldését Ulászlónak. Annak, hogy a kijevi uralkodó végül nem küldött segítséget, lehetett sokkal prózaibb oka is, mégpedig a kijevi fejedelemség belső nehézségei.

### II. Ulászló eltávolítása az országból. A dinasztia új szeniorja IV. Göndörhajú Boleszláv
1146 elején Ulászló uralkodása ellen a főurak fellázadtak, mivel nem nyugodtak bele Piotr Włostowicz sorsába. Mindennek ellenére Ulászló végső győzelme valószínűnek látszott, annál is inkább, mert Mazóviából visszavonulásra kényszerítette őket Poznańba 1146 tavaszán. Ott azonban, nemcsak azért, mert Ulászló háta mögött lázadás tört ki, hanem elsősorban azért, mert a szenior ellen fellépett a gnieznoi érsek, Żnini Jakab, aki Ulászlóra egyházi átkot mondott, a szenior váratlanul vereséget szenvedett. II. Ulászló kénytelen volt fiaival Németországba, III. Konrád udvarába menekülni.
A juniorok miután elűzték bátyjukat, újra felosztották az országot. Sziléziát és a krakkói országrészt Boleszláv foglalta el, keleti Nagy-Lengyelországot III. Mieszko, a sandomierzi országrészt a legfiatalabb, Henrik (országrész nélkül maradt a fiatalkorú Kázmér).

### III. Konrád beavatkozása. Nemzetközi elismertetés
Felesége, Bebenberg Ágnes családi kapcsolatainak köszönhetően Ulászlónak még 1146-ban sikerült rávenni a német királyt a lengyelországi fegyveres beavatkozásra. A sebtében megszervezett hadjáratban nem akartak a határmenti őrgrófok a lengyelekkel összetűzni, végül a határmenti Odera áradása visszafordulásra késztette a királyi hadakat minden eredmény nélkül, hacsak azt nem vesszük, hogy Boleszláv hűbéresküt tett III. Konrádnak.
A következő években Boleszláv öccsével Mieszkóval jó viszonyt igyekeztek tartani a túlerőben lévő nagyhatalommal, a Hohenstaufokkal, Ulászló szövetségesével szembenálló erőkkel. E célból 1148-ban a juniorok kongresszust hívtak össze Kruszwicába, amelyre meghívták az akkor alakuló Brandenburg uralkodóját, Albrechtet. A kongresszuson megállapodtak arról, hogy a hercegek nővérét, Juditot feleségül adják az őrgróf fiához, Ottóhoz. Boleszláv és Mieszko katonailag is támogatták a németeket a még pogány wieletekkel szemben, amivel elősegítették azt, hogy megerősítsék a németek uralmukat a Spree folyó mentén. A piast hercegek másik megbízható szövetségese a meißeni őrgróf, Konrád lett.
Eleinte nagyon jól alakultak Boleszláv kapcsolatai a Hohenstafok másik politikai ellenfelével, a pápával. 1147-ben Humbold, pápai legátus még Boleszláv lengyelországi szeniorátusát is elismerte. Egy évvel később azonban Ulászló feleségének, Ágnesnek politikai ellenakciója következtében ismét megjelent az országban Gwidon követ azzal kapcsolatban, hogy visszautasították Ferdeszájú Boleszláv legidősebb leszármazottjának visszatérését a hatalomba, egyházi átok alá helyezte a juniorokat, az országot pedig kiközösítette. Ez a büntetés azonban gyakorlatilag hatástalan volt, mivel a juniorokkal szolidáris lengyel egyházi hierarchia nem támogatta.

### Barbarossa Frigyes hadjárata. Boleszláv végleges elismerése
Az ország új rendjét fenyegető újabb veszély 1157-ben bukkant fel, amikor Barbarossa Frigyes megemlékezett a száműzött Piast sorsáról. Ez alkalommal a hadjárat jól volt szervezve és a német uralkodó komolyan elhatározta, hogy a lengyel hercegeket lemondásra kényszeríti. Nem tudni, milyen okból döntött Göndörhajú Boleszláv amellett a ragyogó taktika mellett, hogy nem kel át az Oderán, hanem felégeti Głogówot és Bytom Odrzańskit, a két várat, mely évszázadok óta védte a lengyel határt.
A császár hadseregével Nagy-Lengyelországba vonult és ostrom alá vette Boleszlávot Poznańban. A dolgok ilyen alakulásánál Göndörhajú Boleszláv kénytelen volt megalázó tárgyalásokba bocsátkozni és nem kevésbé szégyenletes ceremónián hűbéresküt tenni a Poznań melletti Krzyszkowoban. Boleszlávnak durva darócban, zsinórral a nyakához kötött karddal, térdenállva könyörögni a császártól, hogy bocsásson meg, melynek fejében Barrarossa Frigyes kegyesen megengedte, hogy tovább kormányozza az országot. Boleszláv ezen kívül óriási hadisarcot volt kénytelen fizetni. Ismeretlen ok miatt Száműzött Ulászló sorsa nem változott az egyezmény szerint. Boleszláv megígérte, hogy karácsonykor megjelenik Magdeburgban, és garanciaként Kázmért, fiatalabb öccsét túszul adta, de a császár is és még inkább Boleszláv is más ügyekkel volt később elfoglalva, egyikük sem sietett realizálni a Krzykowban megkötött egyezményt. Végül két évvel később 1159-ben Száműzött Ulászló meghalt.

### Száműzött Ulászló halála, fiai visszatérnek Sziléziába
Ulászló halála lehetővé tette fiai, Magas Boleszláv és Görbelábú Mieszko visszatérését Lengyelországba a sziléziai országrészbe. Annak oka, hogy visszajöhettek, elsősorban az volt, hogy nem apjukkal ellentétben semmi veszélyt nem jelentettek Göndörhajú Boleszláv uralmára. A dinasztia szeniorja megfelelően biztosította azt, kezében tartva az országrész legfontosabb várait, vagyis Wrocławot, Legnicát, Głogówot, Opolét és Racibórzt.

### Kísérlet Poroszország meghódítására és megtérítésére
Miután elhárította a német intervenció veszélyét, Boleszláv hozzákezdett a pogány poroszok leigázásának merész terve megvalósításához. Ez a kérdés azért került előtérbe, mert egyre gyakrabban törtek be a balti törzsek Boleszláv országrészébe, vagyis Mazóviába. Egész Európában népszerű volt keresztes háborút indítani a pogányok ellen és nyomást gyakorolt ilyen irányba a pápa és a császár is. Azonban az, hogy új provinciát hódítson meg, meghiúsult 1166-ban egyrészt a lengyel vezetés tehetségtelensége, másrészt a porosz vezetők árulása folytán. A mazúriai mocsaraknál állított csapdában elesett a hadjárat egyik vezére Sandomierzi Henrik herceg, maga Boleszláv is alig tudta életét megmenteni..

### A szenior hatalmának meggyengülése
Henrik halála után Göndörhajú Boleszláv a testamentum ellenére magának tartotta meg a hercegségét abból a feltételezésből kiindulva, hogy Sandomierz a szeniorális országrészből lett kihasítva. Ez békétlenséget váltott ki az országban és Igazságos Kázmér lázadását, amit Öreg Mieszko, Kis-Lengyelország főurai, Miechowi Jaksa és Świętosław, Piotr Włostowic fia, valamint János, gnieznoi érsek és Gedko, krakkói püspök is támogatott. A lázadók 1168 februárjára gyűlést hívtak össze Jędrzejówba, melyen III. Mieszkót választották új főhercegnek, míg Sandomierzt Kázmérnak ajánlották fel. A háború mégsem tört ki, mivel IV. Boleszláv a lázadók néhány követelésébe beleegyezett, három részre osztotta fel Henrik örökségét: Wiślicát Kázmér kapta, Sandomierzt Boleszláv, a harmadik, közelebbről nem ismert részt III. Mieszko.
1166-ban kihasználva azt, hogy a dinasztia szeniorja vereséget szenvedett Poroszországban, a sziléziai hercegek, Magas Boleszláv és Görbelábú Mieszko, abból a célból, hogy a teljes hatalmat megszerezzék a tartományukban Göndörhajú Boleszláv legénységét eltávolították a fontosabb sziléziai várakból. Göndörhajú Boleszláv ellencsapása teljes kudarccal végződött és a szenior kénytelen volt elismerni a kialakult helyzetet.
Nem jelentette azonban ez, hogy Göndörhajú Boleszláv nem kísérte kitüntetett figyelemmel öccseit és amikor 1172-ben Magas Boleszláv ellen lázadt öccse Mieszko és legidősebb fia Opolei János, támogatta a rebelliseket, jelentősen hozzájárulva a wrocławi herceg száműzetésbe küldéséhez. Ez Barbarossa Frigyes újabb beavatkozásával fenyegetett, aki csak 8000 grzywnia ezüst lefizetésével (az összeget a beteg Göndörhajú Boleszláv helyett III. Mieszko adta át) és Boleszláv Sziléziába való visszatérésével állt el támadó szándékától. Magas Boleszlávnak bele kellett nyugodnia abba, hogy országrészét meg kell osztania testvérével és fiával.
Boleszláv halála előtt egy évvel 1172-ben a kis-lengyelországi urak egy része is, akik elégedetlenek voltak a szenior túlságosan erős hatalmával, lázadást kísérelt meg. A lázadók Krakkó trónját felajánlották Igazságos Kázmér wiślicai hercegnek. Csak Boleszláv legfiatalabb öccse tiltakozása az ilyen radikális lépés ellen és a szenior visszalépése eredményezte, hogy végül nem történt összetűzés.

### Viszonya az egyházhoz
Göndörhajú Boleszláv híres volt az egyháznak juttatott adományairól. Különösen sokat gazdagodott általa a wrocławi Legszentebb Szűz Mária és szent Vince templom, a trzemiesznoi bencés kolostor, vagy a łęczycai társas káptalan templom. 1151 körül Boleszláv társaskáptalan templomot alapított Czerwińskben.

### IV. Boleszláv halála és utódlása
Boleszláv kétszer nősült. Első felesége, akit bizonyosan még apja halála előtt vett feleségül (valószínűleg 1136-ban), Novgorodi Vierchoszlava volt, (1148 előtt halt meg) Novgorodi Vszevolod fejedelem lánya. Ebből a házasságból Boleszlávnak egy fia született, aki apja nevét kapta. Boleszláv Boleszlávovics 1172-ben halt meg, és Göndörhajú Boleszlávot nagyon megviselte elsőszülött fia halála. 1148 után, (valószínűleg 1160 körül) Boleszláv másodszor is megnősült a közelebbről nem ismert Máriával, akitől fia (Leszek) és ismeretlen nevű lánya született, aki egy orosz fejedelmi családból való férfihez ment feleségül.
IV. Boleszláv 1173. február 5-én halt meg és bizonyára a płocki katedrálisban lett eltemetve apja és nagyapja, I. Ulászló Herman mellé. A fiatalkorú Leszek, aki a mazóviai országrész örököse lett, feletti gyámságot a dinasztia új szeniorja, Öreg Mieszko töltötte be, aki Kis-Lengyelországban átvette a hatalmat.

## Családfa
IV. Boleszláv III. Ferdeszájú Boleszláv második legidősebb fia volt és legidősebb második házasságából Bergi Saloméval.
| 4. I. Ulászló Herman †1102 június 4. |  |                                                |  |  |                                           |
|                                      |  | 2. III. Ferdeszájú Boleszláv †1138 október 28. |  |  |                                           |
| 5. Cseh Judit †1086 december 25.     |  |                                                |  |  |                                           |
|                                      |  |                                                |  |  | 1. Göndörhajú Boleszláv †1173. február 5. |
| 6. Henrik Berg-Schalklingen          |  |                                                |  |  |                                           |
|                                      |  | 3. Bergi Salome †1144 július 27.               |  |  |                                           |
| 7. Mochentali Adelaida               |  |                                                |  |  |                                           |
|                                      |  |                                                |  |  |                                           |